# Parametr funkce
Parametr funkce je označení pro vstupní data funkce v programování.

## Formální a skutečný parametr
Tento pojem ve skutečnosti zahrnuje dvě odlišné věci:
- Formální parametr je parametr použitý při psaní funkce, její vnitřní proměnná. Ta je vždy před zpracováním nahrazována hodnotou skutečného parametru.
- Skutečný parametr je proměnná nebo výraz dosazený při volání funkce. Při volání funkce je jeho hodnota přiřazena formálnímu parametru.

## Způsoby předávání parametru
Navázání skutečného parametru na formální lze dosáhnout několika odlišnými způsoby. Ve většině dnešních programovacích jazyků se používají hlavně předávání parametrů hodnotou a odkazem:
- Při předávání hodnotou (call-by-value) se těsně před zpracováním těla funkce skutečný parametr vyčíslí a výsledek se zkopíruje do lokální proměnné uvnitř volané funkce. Jakékoli změny parametru uvnitř volané funkce nemají vliv na volající funkci, neboť se pracuje s lokální kopií, předávání hodnotou tedy lze používat pouze pro vstupní parametry. Tento způsob je typický např. při vytváření aritmetických funkcí.
- Při předávání odkazem (call-by-reference) se formální parametr uvnitř volané funkce bere jen jako jiné označení (alias) pro proměnnou předanou jako skutečný parametr, tzn. ve volané funkci se pracuje přímo s předávanou proměnnou, nevytváří se tedy kopie (což zvláště u strukturovaných proměnných znamená zpravidla úsporu času i paměti). Volaná funkce změnou parametru ovlivňuje i volající funkci (takže předávání odkazem lze používat pro výstupní či vstupně-výstupní parametry), nevýhodou však je, že parametrem může být jen proměnná a nikoli výsledek obecného výrazu. Předávání odkazem se obvykle implementuje pomocí ukazatele na předávanou proměnnou.

Někdy se používají také o něco netradičnější způsoby předávání jako např. předání hodnotou s kopií při návratu (call-by-copy-restore) nebo předání jménem (call-by-name).

## Příklady

### Předávání jménem
Předávání jménem se příhodně používá ve funkcionálních jazycích, v makrojazycích a skriptovacích jazycích využívajících textové nahrazování (Tcl). Z procedurálních kompilovaných jazyků bylo použito např. v Algolu 60, ale v těchto jazycích jde o anachronismus způsobený špatnou představou tvůrců jazyka o fungování překladačů. Výsledný efekt se podobá předávání referencí, ovšem hodnota parametru se v těle funkce vyhodnocuje při každém použití.
Příklad:
```
procedure
 P(X);

integer
 X;

begin

    write(X);
    I:=I+1;
    write(X);

end
```

Při zavolání funkce:
```
P(A[i]);
```

se pak vypíší prvky v poli A na místě I a I+1.

### Příklad vjazyce C
Předávání hodnotou 
```
void
 
Zamen
(
int
 
a
,
 
int
 
b
)
 
//zameni hodnoty v promennych

 
{

    
int
 
pom
;

    
pom
 
=
 
a
;

    
a
 
=
 
b
;

    
b
 
=
 
pom
;

 
}

```

Tuto metodu budeme volat v programu následovně:
```
int
 
main
(
void
)

{

    
int
 
promennaA
 
=
 
10
,
 
promennaB
 
=
 
20
;

    
Zamen
(
promennaA
,
 
promennaB
);

    
return
 
0
;

}

```

Po tomto zavolání metody Zamen budou hodnoty v proměnných promennaA 10 a v proměnné promennaB bude hodnota 20. Tedy k žádné změně nedojde. Je to tím, že pokud předáváme parametry funkci hodnotou, tak pracujeme vlastně s kopiemi proměnných a tím je průběh funkce izolovaný.
Pokud chceme, aby volání funkce ovlivnilo parametry, které předáváme, musíme předávat parametry funkci ukazatelem (referencí) na danou proměnnou.
 Předávání ukazatelem 
```
void
 
Zamen
(
int
*
 
a
,
 
int
*
 
b
)
 
//zameni hodnoty v promennych

{

    
int
 
pom
 
=
 
*
a
;

    
*
a
 
=
 
*
b
;

    
*
b
 
=
 
pom
;

}

```

Tuto metodu budeme volat v programu následovně:
```
int
 
main
(
void
)

{

    
int
 
promennaA
 
=
 
10
,
 
promennaB
 
=
 
20
;

    
Zamen
(
&
promennaA
,
 
&
promennaB
);

    
return
 
0
;

}

```

Po zavolání funkce tímto způsobem se již odkazuje na místo v paměti, kde jsou uložené proměnné promennaA a promennaB a tím dosáhneme toho, že po zpracování funkce bude v proměnné promennaA hodnota 20 a v proměnné promennaB bude 10.

### Příklad vjazyce C#
Předávání parametrů v jazyce C# je velice podobné jazyku C, jen zde dochází k malé změně definice a volání takové funkce.
 Předávání hodnotou 
```
void
 
Zamen
(
int
 
a
,
 
int
 
b
)

{

    
int
 
pom
 
=
 
a
;

    
a
 
=
 
b
;

    
b
 
=
 
pom
;

}

```

Tuto metodu budeme volat v programu následovně:
```
static
 
void
 
Main
(
string
[]
 
args
)

{

    
int
 
promennaA
 
=
 
10
;

    
int
 
promennaB
 
=
 
20
;

    
Zamen
(
promennaA
,
 
promennaB
);

}

```

Jak můžeme vidět, tak předávání parametrů funkci hodnotou v jazyce C# je totožné s jazykem C a dočkáme se i stejného výsledku, tj. promennaA a promennaB budou po zavolání funkce beze změny.
 Předávání odkazem 
```
void
 
Zamen
(
ref
 
int
 
a
,
 
ref
 
int
 
b
)
 
// zameni hodnoty v promennych

{

    
int
 
pom
 
=
 
a
;

    
a
 
=
 
b
;

    
b
 
=
 
pom
;

}

```

Tuto metodu budeme volat v programu následovně:
```
static
 
void
 
Main
(
string
[]
 
args
)

{

    
int
 
promennaA
 
=
 
10
;

    
int
 
promennaB
 
=
 
20
;

    
Zamen
(
ref
 
promennaA
,
 
ref
 
promennaB
);

}

```

Po předání parametrů funkci tímto způsobem dosahujeme stejného výsledku jako v jazyce C a ve výsledku máme tedy po zavolání funkce v našich proměnných promennaA a promennaB hodnotu 20 resp. 10.
Jazyk C# umí navíc další možnosti jak předávat parametry funkci. Je zde možnost proměnného počtu parametrů funkce a také možnost použití modifikátoru out, který je blízký modifikátoru ref. Na následujících příkladech si ukážeme funkčnost těchto možností.
 Proměnný počet parametrů 
```
int
 
Suma
(
params
 
int
[]
 
cisla
)
 
// secte vsechna cisla zadana jako parametry

{

    
int
 
suma
 
=
 
0
;

    
for
 
(
int
 
i
 
=
 
0
;
 
i
 
<
 
cisla
.
Length
;
 
i
++
)

    
{

        
suma
 
+=
 
cisla
[
i
];

    
}

    
return
 
suma
;

}

```

Tuto metodu budeme volat v programu následovně:
```
static
 
void
 
Main
(
string
[]
 
args
)

{

    
int
 
suma
 
=
 
Suma
(
1
,
 
2
,
 
3
,
 
4
,
 
5
);
 
// libovolny pocet parametru typu int

}

```

 Předání odkazem (modifikátor out) 
Tato možnost předání parametru funkci je podobná jako u předávání odkazem (ref). Tento zápis používáme, pokud potřebujeme z funkce například více výstupů. Například potřebujeme zjistit, jestli se výpočet funkce provedl v pořádku, a tak funkce vrací hodnotu bool a výsledek je tedy potřeba získat přes modifikátor out. Bylo by možné použít i možnost ref, ale při použití modifikátoru out je nucen programátor parametr funkce s tímto modifikátorem ve funkci naplnit. Alternativním řešením by bylo použití typu int?, který podporuje navíc i hodnotu null, která by značila neúspěch.
```
// secte hodnoty a, b a ulozi do prommene, ktera je jako parametr soucet, a vraci typ bool, zdali se soucet povedl

bool
 
Soucet
(
int
 
a
,
 
int
 
b
,
 
out
 
int
 
soucet
)

{

    
try

    
{

        
soucet
 
=
 
a
 
+
 
b
;
 
// pokud je nejaky parametr out, je nutne ho v tele funkce pouzit (na rozdil od ref)

        
return
 
true
;

    
}

    
catch
 
(
Exception
)

    
{

        
soucet
 
=
 
0
;
 

        
return
 
false
;
 
// soucet se nepovedl

    
}

 
}

```

Tuto metodu budeme volat v programu následovně:
```
static
 
void
 
Main
(
string
[]
 
args
)

{

    
int
 
a
 
=
 
10
;

    
int
 
b
 
=
 
20
;

    
int
 
soucet
;

    
bool
 
vypocetOK
 
=
 
Soucet
(
a
,
 
b
,
 
out
 
soucet
);

}

```